# China National Tobacco
Die China National Tobacco Corporation (chinesisch 中国烟草总公司, Pinyin Zhōngguó yāncǎo zǒng gōngsī) ist der staatseigene chinesische Zigarettenhersteller mit Firmensitz in Qufu, Shandong.

## Geschichte

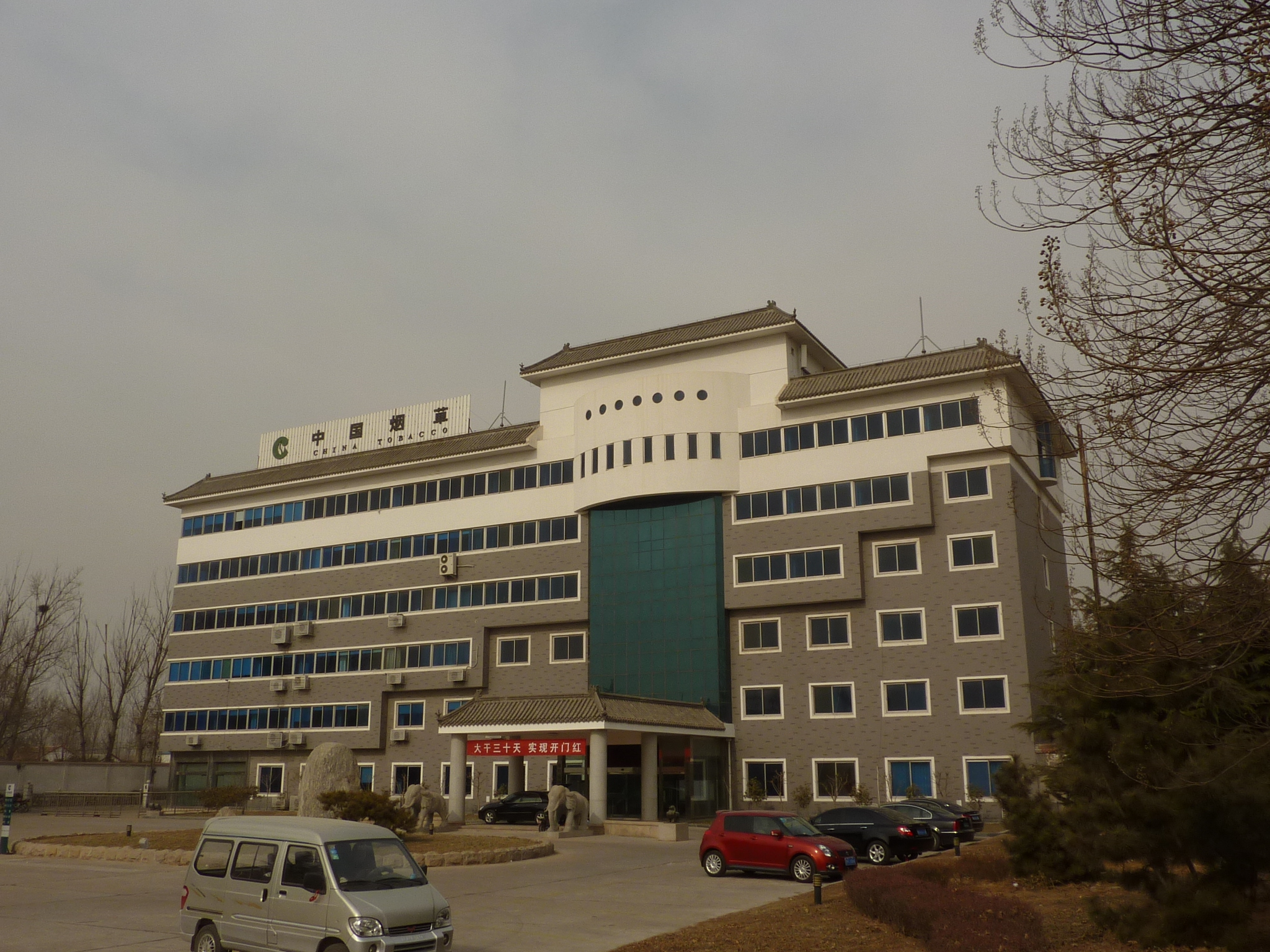
Zentrale in Qufu

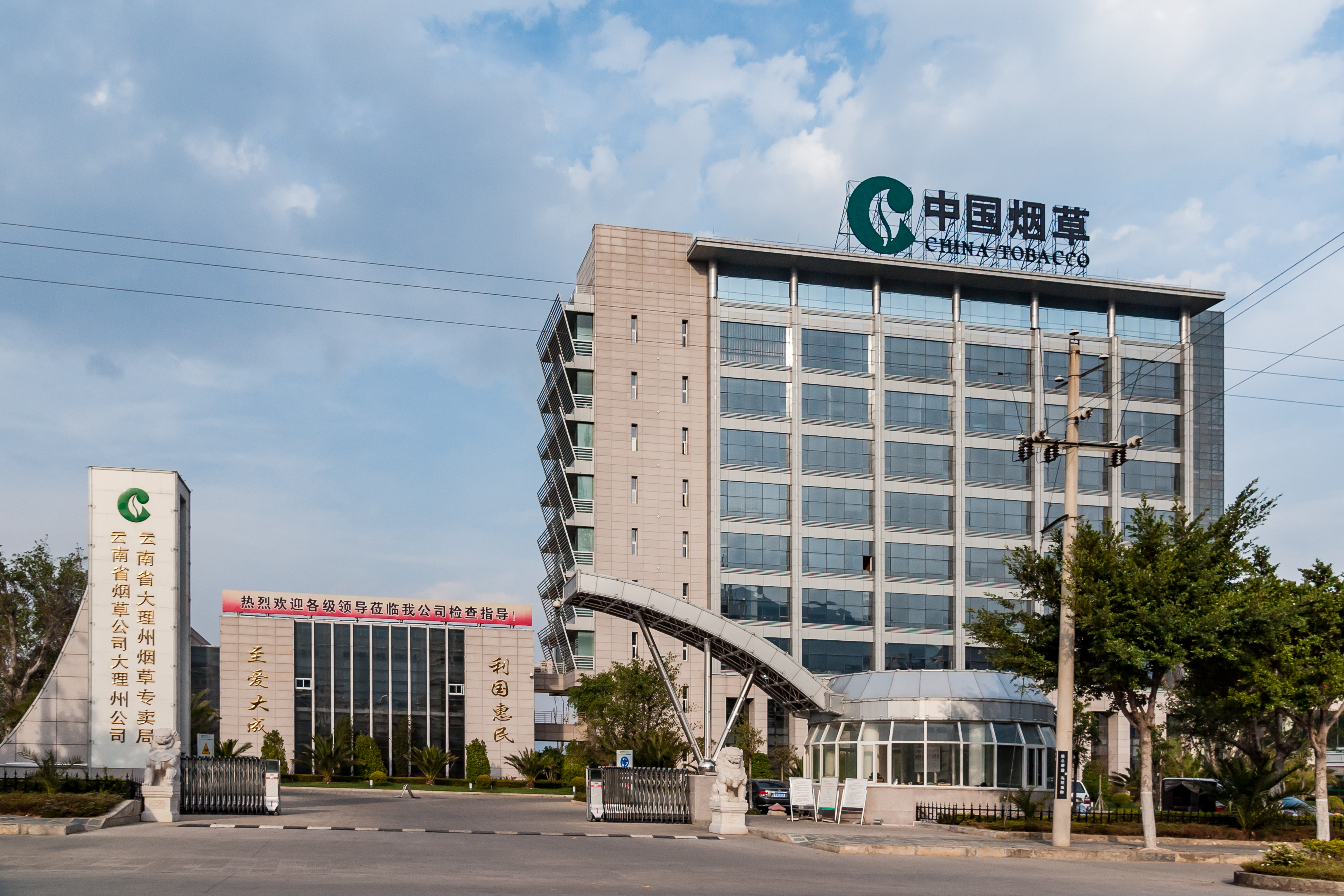
Bürogebäude von China Tobacco in Dali (Yunnan)

Die China National Tobacco Corporation (CNTC) wurde 1982 in Peking gegründet, um einer Deregulierung in der Zigarettenproduktion entgegenzuwirken. In den Anfangsjahren bekam das Unternehmen Unterstützung vom U.S. Department of Agriculture. Im September 1983 erließ die chinesische Regierung eine Vorschrift über das Tabakmonopol und richtete im Januar 1984 eine staatliche Tabakmonopolverwaltung (STMA) auf der Grundlage der CNTC ein.
Mit dem Gesetz über das Tabakmonopol vom Juni 1991 organisiert der Staat systematisch und ausschließlich die Produktion und Vermarktung von Tabakerzeugnissen und verwaltet das Lizenzsystem in der Volksrepublik China.
Im Jahr 2013 eröffnete China National Tobacco ein Büro in Raleigh (North Carolina), um seine Ankäufe von amerikanischem Tabak zu erleichtern. Zu der Zeit produzierte sie etwa 2,5 Billionen Zigaretten. Das entsprach 43 % der weltweiten Produktion.

## Unternehmen
China National Tobacco ist mit Abstand der größte Zigarettenhersteller der Welt und als staatliches Unternehmen Monopolist in China. Zur Unternehmensgruppe gehören 33 Handelsunternehmen und 17 produzierende Unternehmen wie zum Beispiel Jiangxi Industrial. In rund 100 Fabriken in China werden mehr als 160 Zigarettenmarken produziert. Darunter Pagoda Mountain und Double Happiness.

## Expansion
Seit 2013 expandiert CNTC und ist in mindestens 20 Ländern aktiv. In Brasilien oder Simbabwe baut das Unternehmen Tabak an, in Rumänien werden Zigaretten der Marke „Regina“ für den europäischen Markt hergestellt. In einem Artikel der Süddeutschen Zeitung im Juni 2021 wird kritisiert, dass CNTC eine „Expansionsstrategie verfolgt, die ethisch zweifelhaft ist und manchmal geradewegs illegal“.